# Marca de Nèustria
La marca de Nèustria fou una doble entitat creada per Carles el Calb el 861 per defensar Nèustria contra bretons i normands. Encara que modernament les dues marques són conegudes com a Marca Bretona i Marca Normanda, aquests noms són moderns i no corresponen als contemporanis quan les dues marques foren conegudes com a marques de Nèustria; inicialment van tenir cadascuna un marquès que col·laboraven entre ells. Després van quedar sota un únic marquès. Anteriorment ja existia una Marca de Bretanya.
La Marca de Nèustria enfront dels bretons (anomenada Marca Bretona) fou concedida a Robert el Fort el 861 i la formaven la Turena, Anjou i Maine. La Marca de Nèustria enfront dels normands (Marca Normanda) s'estenia entre Maine a la Baixa Normandia i el riu Sena, i fou concedida al senescal Adalard i als seus parents Udo i Berenguer, fills del comte Gebhard. Els rorgònides, que dominaven el comtat del Maine, es va oposar als nous marquesos i van intrigar a la cort fins que Carles el Calb va retirar la marca (normanda) a Adalard i als seus parents per confiar-la als rorgònides, que la van tenir fins al 885. A l'altra marca Robert va morir en lluita (contra els normands) el juliol del 866 i el va succeir un parent de la seva dona, Hug l'Abat.
E 885, Carles III el Gras va pujar al tron de França i va nomenar al popònida Enric, un noble alemany, com marques de Nèustria front als normands però fou assassinat el 886 el mateix any que va morir Hug l'Abat. Llavors la marca (bretona) va passar a Odó (després Odó I de França) i la marca (normanda) a Berenguer II.
El 911, el tractat de Saint-Clair-sur-Epte va donar al normand Rol·ló el comtat de Rouen, base del futur ducat de Normandia. La "marca normanda" ja sense raó de ser, es va fusionar a l'altra marca i Robert apareix qualificat de demarchus, és a dir marques de les dues marques.

## Llista de marquesos
| Marca contra els normands - 861-865 : Adalard, Udo i Berenguer I                                                            | Marca contra els normands - 861-865 : Adalard, Udo i Berenguer I                                                                                           | Marca contra els bretons - 861-866 : Robert el Fort                                                               | Marca contra els bretons - 861-866 : Robert el Fort                                                               |
| - 865-878 : Gausfred, comte del Maine - 878-885 : Ragenold, comte d'Herbauges - 884-886 : Enric de la famille des Popònides | - 865-878 : Gausfred, comte del Maine - 878-885 : Ragenold, comte d'Herbauges - 884-886 : Enric de la famille des Popònides                                | - 866-886 : Hug l'Abat                                                                                            | - 866-886 : Hug l'Abat                                                                                            |
| - 886-896 : Berenguer II, comte de Bayeux - 896-911 : No consta                                                             | - 886-896 : Berenguer II, comte de Bayeux - 896-911 : No consta                                                                                            | - 886-888 : Odó o Eudes († 898), rei de França el 888 - 888-922 : Robert, demarchus el 911, després rei de França | - 886-888 : Odó o Eudes († 898), rei de França el 888 - 888-922 : Robert, demarchus el 911, després rei de França |
| | Marquesos de les dues marques - 911-922 : Robert († 923), rei de França el 922 - 922-956 : Hug el Gran - 960-987 : Hug Capet († 996), rei de França el 987 | | |